# Les Cases de Magí
Les Cases de Magí és una masia situada al municipi d'Amposta a la comarca catalana del Montsià. Es troba dins el parc Natural del Delta de l'Ebre.